# Château de Sclessin
 (janvier 2018).
Si vous disposez d'ouvrages ou d'articles de référence ou si vous connaissez des sites web de qualité traitant du thème abordé ici, merci de compléter l'article en donnant les références utiles à sa vérifiabilité et en les liant à la section « Notes et références ».

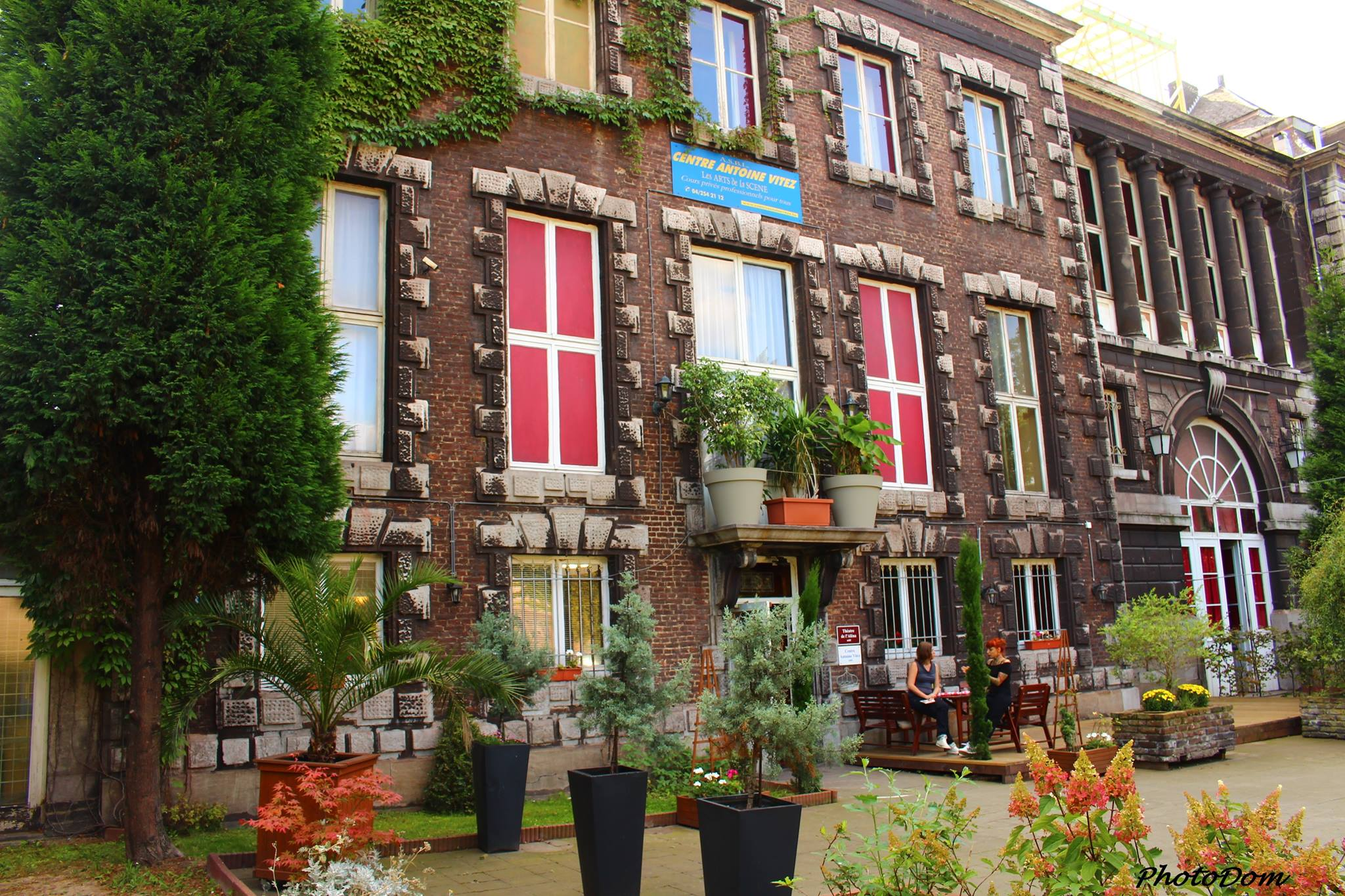

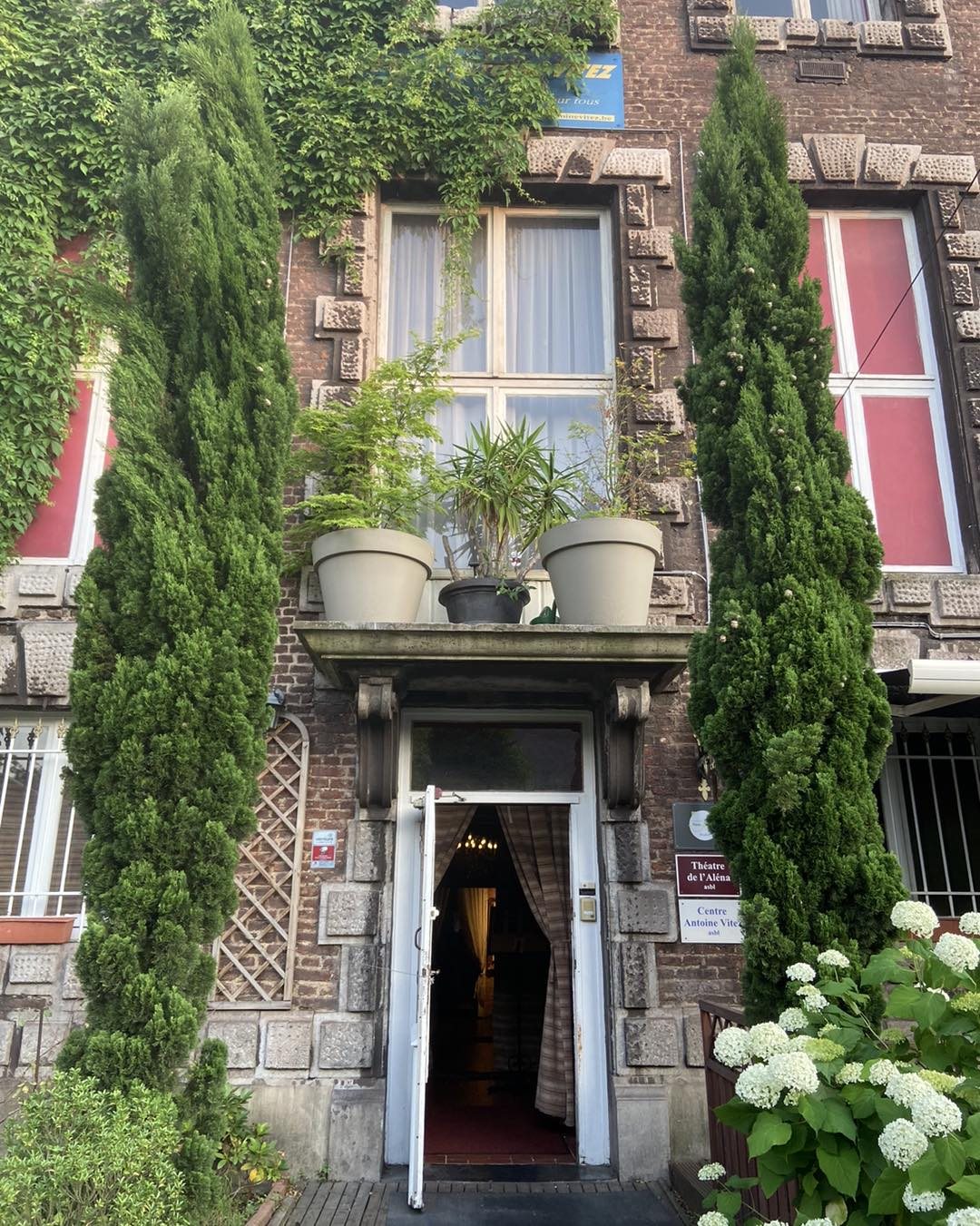

Le château de Sclessin est un château situé à Sclessin, une section de la Ville de Liège. Il est occupé par deux ASBL : le théâtre de l'Aléna et le Centre Antoine Vitez.

## Description
Château en brique et calcaire, élevé à l'angle de la rue de Berloz et du quai Vercour, il se compose de deux corps de bâtiment carrés, du début du XVIIIe siècle, cantonnés de harpes d'angle en calcaire. Les façades sont percées sur deux niveaux de baies à linteau en plate-bande, à piédroits harpés, en bossages. Toitures-pavillons en ardoises, à trois étages en retraits successifs, percées de lucarnes à fronton triangulaire. Entre les pavillons du XVIIIe siècle, corps central élevé au XIXe siècle, dans un style analogue. La façade arrière est ouverte d'un portail monumental surmonté de fenêtres séparées par des colonnes ioniques. Les toitures sont en terrasse.

## Historique

### Les seigneurs de Berlo
Depuis le milieu du XIIIe siècle et pendant près de six siècles, les propriétaires du château de Sclessin sont les seigneurs de Berlo, seigneurs de Sclessin et avoués héréditaires d'Ougrée. C'est Gérard de Berloz, grand maréchal et général de Henri de Gueldre, qui acquit la charge d'avoué de Sclessin vers 1250. 
L'avoué est le seigneur chargé de défendre les intérêts du prince, en l'occurrence, le prince-abbé de Stavelot-Malmédy à Sclessin et Ougnée. Il fait exécuter les sentences de la Cour de Justice, dont le perron (ou pierre de Justice) se dressait en « Lairesse ». Il percevait aussi les redevances et protégeait le domaine contre toute incursion, pillage ou autres dommages. En retour, il percevait le tiers des amendes.
Les avoueries de Sclessin et d'Ougnée étaient un fief du comté de Looz. 
En 1253, Gérard de Berloz, harcela maintes fois les Liégeois qui, sous la conduite du tribun Henri de Dinan, s'étaient révoltés contre leur prince-évêque. Ils en tirèrent vengeance « en prenant prise sur ses terres » et, après avoir « ravagé et jardins et tous les dehors, ils pillèrent et démolirent sa tour, son château de Sclessin ».
Gérard de Berloz fils se met du parti des Waroux. Avec ceux de Sclessin, il se distingue à la bataille de Loncin. Le plus jeune des frères de Flémalle, du clan des Awans, fut tué en 1298 par Warnier du lignage de Sclessin...
Raes de Berlo fit le relief de l'avouerie et du château en 1371.
Guillaume et Libert sont tués au siège de Gand en 1381.
Le 27 novembre 1400, l'abbé de Stavelot céda en accense perpétuelle la seigneurie de Sclessin et d'Ougnée à Jean de Berlo dit de Brust qui en était déjà l'avoué, moyennant une rente annuelle de 47 muids (115 d'épeautre). Il ajoutait ce titre à ceux qu'il possédait déjà : seigneur de Brus (lez Glons), de Saive et de Julémont. Cette seigneurie resta dans cette famille jusqu'à la Révolution.
Parmi les aînés, la lignée des de Berlo compta plusieurs bourgmestres de Liège, deux évêques de Namur et de grands généraux tels Gérard, Grand Maréchal de Henri de Gueldre (déjà cité) et Guillaume, à qui fut confié l'étendard de Saint-Lambert en 1467, lors de la bataille de Brustem.
En 1568, le château est incendié par les troupes du Taciturne.
Plus tard, sous l'Espagne et l'empire d'Autriche, plusieurs de Berlo trouvèrent encore la mort sur les champs de bataille : Melchior devant Mons, Arnould à Brisach et Hubert, en 1646, au siège de Dunkerque.

### XVIIesiècle: Incendie du château et modifications

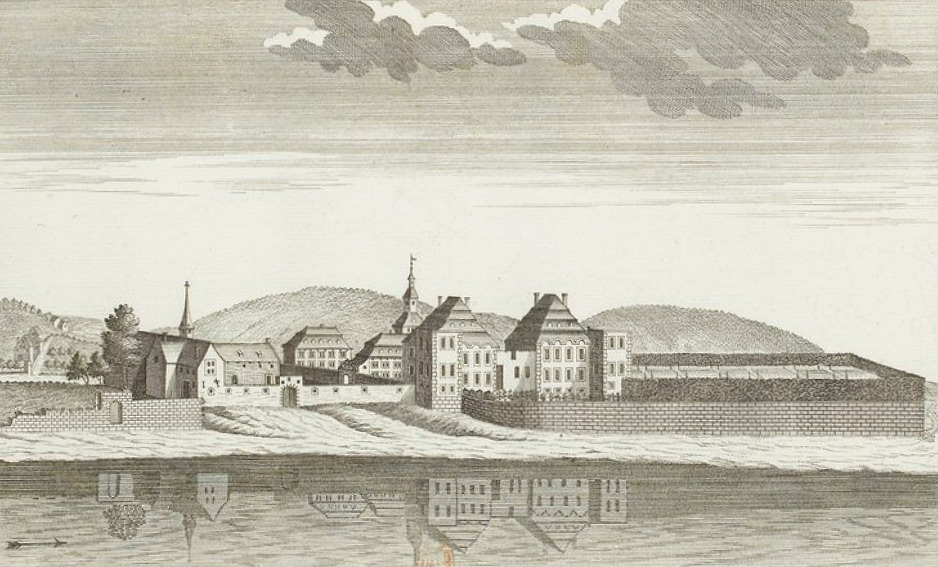
Gravure de Remacle Le Loup

Le château et ses dépendances furent ravagés par un incendie en 1681 et il subit des modifications successives réalisées par ses différents propriétaires.
Ce château fut réédifié par François-Ferdinand de Berlo, comte de Berlo, seigneur de Sclessin, grand-mayeur de Liège, mort en 1713 « sans l'avoir conduit à la perfection ».
En 1717, le comte de Berlo, seigneur de Sclessin, voulut obliger la Cour de Justice de l'endroit à tenir ses réunions en son château. Les échevins refusèrent de se soumettre à ces exigences. Alors le comte résolut d'employer la force. Le 12 janvier, il fit cerner le local ordinaire de la Cour par des paysans armés. Quand le greffier, appelé Montfort, sortit, on le saisit par le collet et on l'emmena prisonnier au château. Le conseil privé du prince-évêque ayant été informé de cette arrestation arbitraire envoya à Sclessin un détachement de troupes avec ordre d'assiéger le château, si le comte de Berlo refusait de remettre immédiatement son prisonnier en liberté.
Le 14 janvier, le sieur Richard qui commandait le détachement, arriva à Sclessin et fit entourer le château. Il se rendit ensuite auprès du comte et lui exposa l'objet de sa mission. Le comte voyant bien qu'il ne pouvait résister se soumit et rendit la liberté au greffier Montfort.
Une gravure de Remacle Le Loup dans « Les Délices du Pays de Liège » de 1735 nous montre l'aspect du château à cette époque. Dans cet ouvrage, Saumery en donne une description :

« Situé au bord de la Rivière qui baigne les murs de son enceinte, et dont il a les agréments sans être exposé à ses incommodités, il offre à la vue deux gros pavillons flanqués de deux Tours quarrées, qui malgré leur structure rustique ne laissent pas d'être de bon goût. Un superbe Donjon surmonté de plusieurs lanternes placées par étages, s'élève à l'entrée de la Cour, entre deux corps de logis très bien bâtis, qui faisant face aux deux Pavillons dont je viens de parler, forment un coup d'oeil qui plait par sa régularité.
On y voit avec plaisir une large Terrasse soutenue d'un mur de pierre, qui entoure un beau Jardin. Les agréables Charmilles dont elle est ornée dans toute son étendue, sont des mieux entretenues. De ce lieu charmant on découvre de près tout ce qui se passe sur la Rivière, & sur ses deux rives, & la vue après s'être arrêtée sur différents objets, à des distances proportionnées, se perd dans des lointains très variés. Le Village du même nom, l'Eglise qui est assez belle, & plusieurs Maisons de plaisance paraissent être placés pour la perspective de ce château, qui considéré dans toutes ses parties peut être mis au rang des belles Maisons de campagne. »

### Révolution française
En 1789, la Révolution bouleverse la France. On instaure le nouveau régime fin 1795 en Belgique. Tous les droits seigneuriaux séculaires ont vécu. La souveraineté de la noblesse disparaît. Les de Berloz ne sont plus rien. Le dernier seigneur de Sclessin fut Marie-Léopold-Joseph de Berlo de Suys.
Il fut exclu de l'État Noble en janvier 1791 par le prince-évêque Hoensbroeck pour avoir soutenu le mouvement patriotique pendant la révolution liégeoise.

### XIXesiècle
Les de Sauvage sont cités comme propriétaires du château dès 1808. Les de Sauvage achètent le manoir mais non la seigneurie. Le temps est révolu des souverainetés locales. Les droits seigneuriaux, avec tout ce qui avait rapport au système féodal, ont été abolis sans indemnité quelconque dans la nuit du 4 août 1789. Le nouveau régime a été rendu applicable en Belgique en novembre 1795.
À la fin du siècle, des revers de fortune accablent la famille de Sauvage. Et c'est l'abandon du château qui se délabre. On doit cependant à la famille de Sauvage l'aménagement de la partie centrale, joignant les deux pavillons.
Le 18 mai 1889, le Conseil communal charge le collège de demander à Madame de Sauvage-Vercour, l'autorisation d'ériger provisoirement en « succursale » la chapelle du château de Sclessin, à laquelle serait attaché en permanence un prêtre desservant.
C'est à Sclessin, dans l'enceinte du château, que le Football Club Liégeois a décidé de s'installer dès les premiers mois de sa création en 1893.

### XXesiècle
L'administration communale achète le château en 1913 (pour 100 000 francs). Elle se proposait d'y aménager des classes, le groupe scolaire du Perron ayant été exproprié par le département des chemins de fer de l'État (ligne Kinkempois-Fexhe-le-Haut-Clocher), moyennant une indemnité de 294 400 francs. Ce qui fut fait dès 1914.
Lors de la Seconde Guerre mondiale, le château est réquisitionné par les Allemands et servira de bureau au IIIème Reich. Il ne subira aucune dégradation durant la guerre. Toutefois, l'école et la bibliothèque conserveront des salles.
Des années 1950 aux années 1970, il fut encore utilisé par l'administration communale et comme annexe d'école.
Dans les années 1970 et 1980, d'importantes rénovations ont lieu. Tout ce qui était précieux - escalier monumental, poutres, moulures, portes, volets, parquets de chêne, cheminées - ont disparu au profit d'une décoration « cité administrative » (lambris, néons et lino). Arrivée de la police dans une aile ainsi qu'un groupement associatif local. Le bâtiment nécessitant des travaux de restauration et une réactualisation par rapport aux nouvelles normes incendie, la ville de Liège, propriétaire depuis la fusion de communes, décida, sous la pression de son échevin des Finances, de désaffecter le château et de le démolir[réf. nécessaire].
En 1995, le Centre Antoine Vitez, avec l'accord de la ville de Liège, prenait ses quartiers au château de Sclessin, le sauvant[réf. nécessaire] alors d'une démolition certaine. Chaque année, ce sont 200 élèves qui viennent suivre les cours (théâtre, chant, danse, photo, etc.) que le Centre dispense. 

### XXIesiècle
En 2000, le Théâtre de l'Aléna prend place dans l'ancienne salle de bal du château de Sclessin. Il est reconnu Théâtre professionnel par la fédération Wallonie-Bruxelles. 